# Manou Schauls
Manou Schauls (13 febbraio 1972) è un ex calciatore lussemburghese, di ruolo difensore.

## Carriera

### Club
Ha giocato nella massima serie lussemburghese con Swift Hesperange, Jeunesse Esch e Differdange 03.

### Nazionale
Dal 1999 al 2005 ha giocato 38 partite con la Nazionale lussemburghese.